# Kloster Franquevaux
Kloster Franquevaux (Francae valles) ist eine 1143 gegründete Zisterzienserabtei in der Gemeinde Beauvoisin bei Saint Gilles du Gard im heutigen Département Gard in der Region Okzitanien, Frankreich. Es liegt in der Nähe des Étang de Scamandre.

## Geschichte
Mutterkloster war die Primarabtei Morimond. Die Bewohner des Klosters waren, zusammen mit denen der Abteien Psalmody und Saint-Gilles mit der Trockenlegung der großen küstennahen Sümpfe beschäftigt. Viele der danach neu besiedelten Gebiete wurden jedoch nach der großen Pest ab 1348 wieder verlassen. Das Kloster, das die Salzgewinnung betrieb, wurde mehrmals belagert und geplündert, so in den Jahren 1562, 1622 und 1703 durch die Kamisarden. 1705 wurde es wieder aufgebaut. Die Abtei ging nach der Revolution in dem gleichnamigen Weiler auf.

## Bauten und Anlage

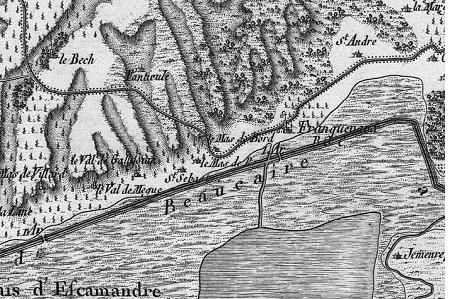

Erhalten ist eine große Steinmauer, die zur Kirche von 1209 gehörte.